# Gomel
Gomel (în belarusă Гомель, Homjel; în rusă Гомель) este un oraș cu circa 500.000 de locuitori din Belarus, situat în apropiere de frontiera triplă, cu Ucraina și Federația Rusă, la locul de vărsare a râului Berezina în Nipru fiind al al doilea oraș ca mărime din țară, după Minsk. Orașul Gomel se află pe ambele maluri ale râului Soj.

## Transport
Transport public în Gomel e prezentat prin troleibuze, autobuze, microbuze (rutiere). Rețeaua liniilor de troleibuz funcționează din 20 mai 1962 și are 19 rute. Lungimea drumurilor cu liniile de troleibuz constitue 74 km. Lungimea totală a liniilor - 475 km. Parcul de troleibuze este format din troleibuze de tip Belcommunmash și ZiU (Trolza). Rețeaua liniilor de autobuz are 51 de rute și 666 km. Autobuzele sunt de tip MAZ și Ikarus. Gomelul are 28 de rute de microbuz, care sunt deservite prin auto de tip Ford, Gazeli și Mercedes. Autogara din Gomel deservește rutele suburbane și interurbane. Gomelul este legat prin rutele de autobuz cu toate localități din regiunea Gomel, cu orașele principale ale Belarusului (Minsk, Brest, Vițebsk, Moghilău) și cu diferite orașe ale Ucrainei (Kiev, Cernihiv, Truskaveț, Poltava, etc.), Rusiei (Moscova, Kursk, Oriol, etc.), Germaniei (Frankfurt), Moldovei (Tiraspol).
Gara feroviară asigură transportul feroviar spre Minsk, Moscova, Sankt-Petersburg, Hrodna, Brest, Polotsk, Vițebsk, Kaliningrad, Cernihiv, Adler, etc.
Gara suburbană funcționează din 1996 și deservește rutele în hotarele regiunii Gomel.
Aeroport internațional Gomel în perioada sovietică deservea sute de pasageri zilnic. Acum compania Gomelavia efectuează rutele aeriane spre Minsk și Kaliningrad prin avionul An-24.

## Personalități născute aici
- Mihail Budîko (1920 - 2001), climatolog rus.

## Orașe înfrățite
- Aberdeen, Scoția
- Clermont-Ferrand, Franța
- Liepāja, Letonia
- Radom, Polonia
- Greater Sudbury, Canada
- Cernihiv, Ucraina
- České Budějovice, Republica Cehă
- Briansk, Federația Rusă

1. ↑   https://blr.belta.by/president/view/kadravy-dzen-u-lukashenki-novyja-kirauniki-u-raenah-i-inshyja-naznachenni-122560-2022/ Lipsește sau este vid: |title= (ajutor)